# Acamapichtli
Ācamāpīchtli (Nahuatl: Ācamāpīchtli; āca-tl "caña" și -māpīch-tli "pumn încleștat, grămadă": "pumn încleștat cu trestie"(Cuauhmixtitlan, circa 1336 - Mexic-Tenochtitlan, 1387)este considerat primul  huey tlatoani al Mexicas,care a consolidat alianța dintre Tenochtitlán și capitala Tepanecas, Azcapotzalco,ajutându-i în cuceririle lor în special la sud.

## Index
- 1Origine
  - 1.1 Nume
  - 1.2 Naștere
- 2 Guvernul și viața
  - 2.1 copii
  - 2.2 Guvern
  - 2.3 Cuceriri
- 3 A se vedea, de asemenea,
- 4 Referințe și note
- 5 Bibliografie
- 6 Link-uri externe

Numele său din Nahuatl a fost tradus ca "cel care mânuiește toiagul de trestie", deși mai corect este "pumnul închis cu trestie": āca-tl "trestie", māpīch-tli "pumn încleștat, grămadă"; derivat din mā-pīqui "stoarce ceva cu mâna ta".
În timpul secolelor al XIII-lea și începutul secolului al XIV-lea, Mexica au fost dispersate de-a lungul părții de vest a lacului Texcoco,având relevanță în populațiile de Huixachtitlan, Azcapotzalco și Chapultepec. Mexica a primit permisiunea tepanecasului de a se stabili la nord de o insuliță pe care au numit-o Cuauhmixtitlan ("locul vulturului printre nori") în 1274. În 1366regele Tepanec Acolnahuácatl,pentru a asigura fidelitatea Mexicului,îl acceptă pe Acamapichtli (care a fost colhua prinț de Coatlichan)pe tronul Tenochtitlanului,inițiind astfel o nouă descendență pentru acest din urmă oraș, care în același timp va fi proclamat moștenitor al tradiției toltece și al dreptului de a conduce ca Huēyi tlahtohcāyōtl în locul colhuacanului,configurând penultima Triplă Alianță.
Versiunea care plasează cea mai veche sa naștere face acest lucru în 1299,urmat de cel care spune că s-a născut în 1307fiind una dintre cele mai probabile. Alte date sunt 1336 (cel mai sigur; în Analele lui Gabriel de Ayala)și 1344 (Diego Durán).
Elementele care ar ajuta la localizarea nașterii sale este să știe cine au fost părinții săi, din păcate aceste date sunt cufundate în explicarea originii lor în raport cu mitul, deci necesită o analiză profundă. Tatăl său a fost Huehue Acamapichtli (conform lui Chimalpahin, Mendieta și Torquemada), tlahtoāni de Colhuacan (1323-1345). Numele mamei sale este înlocuit cu cel al prototipului feminității, fie Atotoztli, fie Xicomoyahual. Cel mai sigur lucru este să-l accepți pe Ilancueitl Ixxóchitl (San Antón Muñón Chimalpahin Cuauhtlehuanitzin, 1998,p. 225); Ixtlilxochitl oferă varianta Cuetlaxochitzin).
Trebuie amintit faptul că suveranii Mexica au avut mai multe soții, de exemplu Torquemada spune că Tezcatlamiahuatl a fost soția sa principală. Despre copiii săi Chimalpahin spune că au fost 23, deși dă doar 11 nume:
1. Cuauhtlecohuatl
2. Ixehuatzin
3. Ometochtzin (Lord of Tollan))
4. Cuetlachtzin (căsătorită cu lordul de Tollan Xiloxochitzin)
5. Citlalcohuatzin
6. Macuextzin
7. Itzcoatzin (tlahtoāni să fie din Tenochtitlan)
8. Huehue Zaca
9. Tetlepanquetza
10. Yaotlantzin
11. Ixcuitlantoc

În mod constant diferite surse indică huitzilihuitl (Chimalpain, Mendieta, Alva Ixtlilxóchitl, Torquemada)și Chimalpopoca (Mendieta, Torquemada, Istoria mexicanilor),de asemenea, ca fii ai lui Acamapichtli. Alva Ixtlilxóchitl afirmă că Xiuhtlatonac și Chalchiuhtlatonac sunt, de asemenea, fiii săi, acesta din urmă spune că el a fost primul lord de 
Deși Acamapichtli a fost ales cihuacoatl în 1366,de atunci a servit ca conducător suprem. Numai până în 1383 a avut loc ceremonia de a purta titlul de tlahtoāni-tlacateccatl. În cursul domniei sale, el nu a ezitat să se alăture Tepanecasului în războaiele lor, așa că în 1376 împotriva chalcasului a început primul Xochiyáoyotl care a durat 40 de ani; în același an a decis să schimbe numele capitalei sale din Mexihco-Cuauhmixtitlan în Mexihco-Tenochtitlan,în onoarea predecesorului său. Alte orașe din Valea Mexicului vor fi supuse, cum ar fi Xaltocan și Tepotzotlán. În scurt timp, alianța formată de Mexicas și Tepanecas și-a impus puterea asupra mai multor altépetl din regiune.
- 1367. Cu Azcapotzalco ei înfrâng Tripla Alianță a Xaltocan-Cuauhtitlan-Tepotzotlán. Numai Mexica învinge Teohuacan-Amaquemecan-Chalco,eliminându-l pe Huehue Cacama Totec (1352-1367).
- 1370. Ei își întorc afluentul la Tenayocan.
- 1376. Începe Xochiyáoyotl împotriva lui Chalco.
- 1379. Xochimilco supus.
- 1382.Ei îl supun pe Mízquic.
- 1393. Cuitláhuac supus.
- 1395.Ei supun Cuauhnahuac (după unii un oraș din Chalco).